# Adolf Seilacher
Adolf Seilacher (ur. 24 lutego 1925 w  Stuttgarcie, zm. 26 kwietnia 2014 w Tybindze) – niemiecki paleontolog zajmujący się w szczególności badaniem ichnoskamieniałości oraz początkami życia na Ziemi, w tym fauną ediakarańską.

## Życiorys
Po II wojnie światowej rozpoczął studia na Uniwersytecie w Tybindze, gdzie doktoryzował się w 1951 roku pod kierunkiem Otto Heinricha Schindewolfa. W latach 1951-1957 był asystentem w Tybindze, a w latach 1964-1990 profesorem w Tybindze. Silacher jest znany m.in. z niezwykle dokładnego badania skamieniałości, dzięki któremu może spostrzec wiele szczegółów przeoczonych przez innych naukowców. Bada zwłaszcza ichnoskamieniałości, dzięki czemu może rekonstruować nie tylko morfologię, lecz również paleobiologię wymarłych organizmów. Seilacher był szefem i koordynatorem założonej w 1970 roku grupy „Sonderforschungsbereich Palökologie”, do której należało ponad 50 paleontologów zajmujących się badaniem skamieniałości, ich diagenezą i morfologią oraz Fossillagerstätten. Seilacher zajmował się też fauną ediakarańską – zaproponował, by odnalezione tam organizmy zaliczać do odrębnego królestwa Vendobionta – koncepcja ta była jednym z powodów, dla których w 1992 roku został nagrodzony – jako pierwszy paleontolog – nagrodą Crafoorda. W 1994 roku otrzymał też Medal Gustava Steinmanna. Jest autorem ponad 230 publikacji naukowych. Seilacher jest uznawany za jedną z ikon niemieckiej paleontologii.